# الفريض (مودية)

تعديل مصدري - تعديل

الفريض هي إحدى قرى عزلة مودية بمديرية مودية التابعة لمحافظة أبين، بلغ تعداد سكانها 420 نسمة حسب تعداد اليمن لعام 2004.